# Codex Mosquensis II
- Papyrus
- Onciale
- Minuscules
- Lectionnaire

Le Codex Mosquensis II, portant le numéro de référence  V ou 031 (Gregory-Aland), ε 75 (Soden), 
est un manuscrit de vélin en écriture grecque onciale. 

## Description
Le codex se compose de 220 folios. Il est écrit sur une colonne à 28 lignes par page. Les dimensions du manuscrit sont 15,7 x 11,5 cm,. Il contient accents et ponctuation (rarement).
Ce manuscrit contient les Évangiles avec des lacunes (Matthieu 5,44-6,12, 9,18-10,1, 22,44-23,35, Jean 21,10-fin.). 
Il contient la liste du κεφαλαια (chapitres), sections d'Ammonian, et les canons de concordances.
Texte
Ce codex est un représentant du texte byzantin. Kurt Aland le classe en Catégorie V. 
Il ne contient pas le texte Matthieu 16,2b-3 (les Signes des Temps).
Le texte de Jean 7:39-21:10 est en grec cursif du XIIIe siècle. 
Les paléographes sont unanimes pour dater ce manuscrit du IXe siècle.
Il est conservé au Musée historique d'État de Moscou (V. 9).